# رادیو راشت گیمل
رادیو راشت گیمل (در زبان عبری: 'רשת ג) رادیویی دولتی و سراسری متعلق به رادیوی عمومی اسرائیل است. رادیو راشت گیمل به صورت ۲۴ ساعته به پخش موسیقی عبری، عربی و غربی می‌پردازد.